# Willi und die Wunder dieser Welt
Willi und die Wunder dieser Welt ist ein deutscher Kinder- und Dokumentarfilm aus dem Jahr 2009. Er ist der erste Kinofilm von Willi Weitzel, der auch die Kindersendung Willi wills wissen moderierte. Regie führte Arne Sinnwell. Der Film kam am 5. März 2009 in die deutschen Kinos.

## Handlung

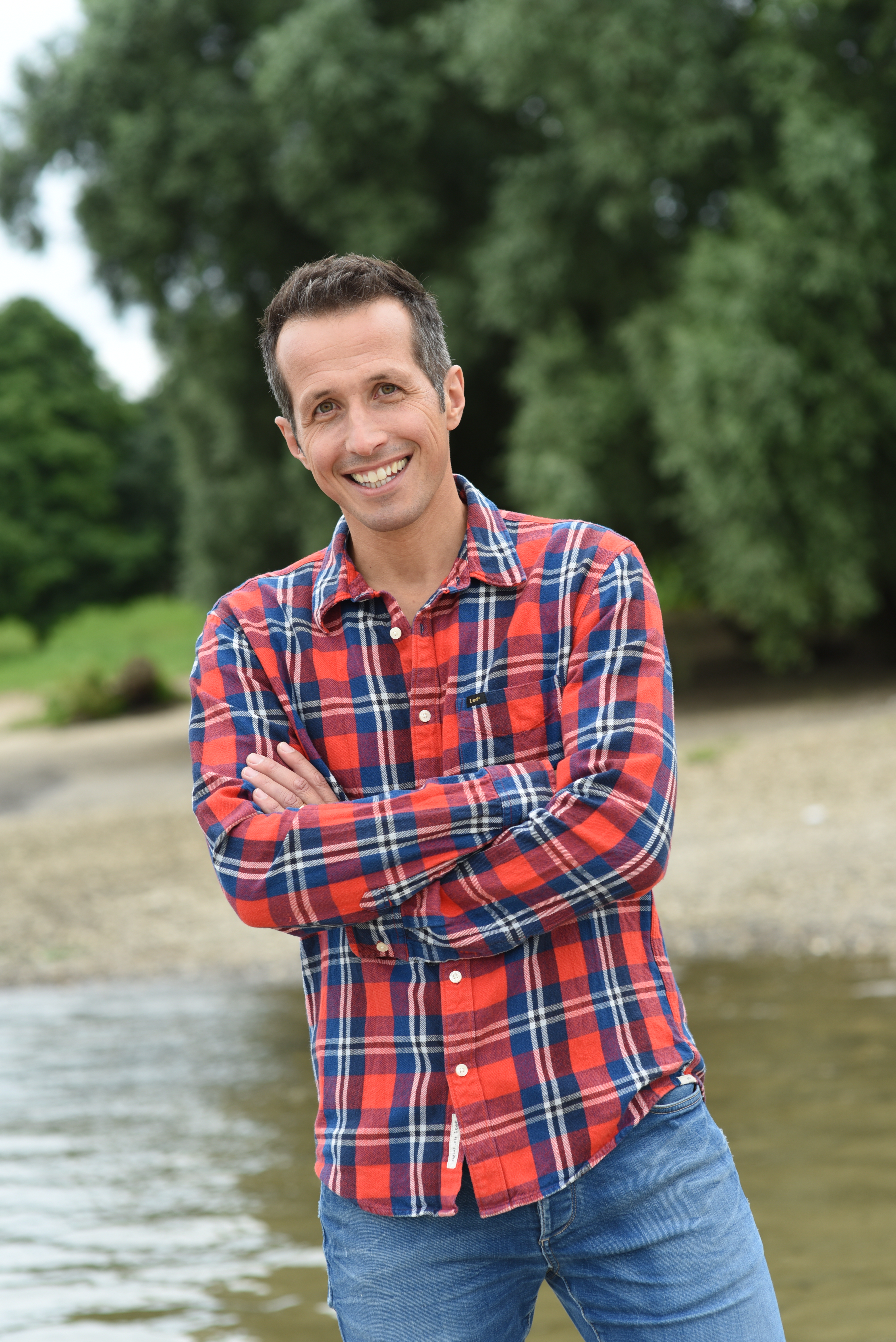
Willi Weitzel

Willi verbringt gerne viel Zeit mit Irmgard Klinger, die für ihn wie eine Großmutter ist. Mit ihr spricht er oft über ihre Reisen um die Welt und lässt sich von ihrer Reiselust erzählen. Er verspricht Frau Klinger, auch so eine Weltreise zu machen und ihr etwas mitzubringen. Sie bittet ihn um Sand aus der Sahara. Kurz darauf verstirbt sie im Alter von 92 Jahren.
Willi begibt sich auf diese Reise und besucht den tropischen Regenwald, trifft auf Eisbären, lernt die Metropole Tokio kennen und macht eine Motorradtour durch die Sahara. Er trifft auf Forscher und Einheimische, die ihm die unbekannte Welt erklären. In der Wüste füllt er eine kleine Schatulle mit Sand und stellt sie nach seiner Rückkehr lächelnd mit den Worten „Versprochen ist versprochen!“ auf das Grab von Frau Klinger.

## Hintergrund
Der Film entstand an 60 Drehtagen und an Drehorten, die rund um den Erdball verteilt waren. Insgesamt kamen rund 28 Stunden an Filmmaterial zusammen.
Weitzel äußerte in einem Interview, dass die Angst immer mitgereist sei. Als Beispiele hierfür nannte er das Übernachten in Bäumen und die Begegnung mit Eisbären in der freien Natur. Die Reise sei für ihn ein bereicherndes Erlebnis gewesen und die Tierbegegnungen seien nicht mit denen im Zoo zu vergleichen.
Weitzel wollte Irmgard Klinger, die für ihn eine wichtige Freundin war, unbedingt in dem Film haben und sie stimmte dem zu. Ungefähr vier Wochen nach den Dreharbeiten mit ihr verstarb sie und wurde so zum Leitfaden für den Film. Im Abspann ist eine Widmung an sie zu sehen.
Willi und die Wunder dieser Welt war der erfolgreichste Dokumentarfilm 2009 in Deutschland und hatte rund 400.000 Kinobesucher.
Von August 2020 bis April 2021 wurde ein weiterer Kinofilm mit dem Titel Willi und die Wunderkröte gedreht, in dem unter anderen Suzanne von Borsody und Sönke Möhring mitwirken. Regie führte Markus Dietrich, der Film startete am 12. Mai 2022 in den deutschen Kinos.